# Полуавтоматический пистолет Ortgies

Пистолет Ортгис (Ortgies-Pistole) — это самозарядный пистолет, производившийся с 1919 по 1924 год в Эрфурте.

## Разработка и производство
Хайнрих Ортгиес разработал пистолет, названный в его честь, ещё во время Первой мировой войны. 12 сентября 1916 года он был запатентован. В качестве образца был взят пистолет FN Model 1910 бельгийского оружейного производителя FN
В 1919 году в Эрфурте Хайнрих Ортгиес основал компанию «H. Ortgies & Co.» и до 1921 года выпустил около 15 000 пистолетов калибров 6,35 мм Browning и 7,65 мм Browning. Из-за высокого спроса, который его маленькая фабрика не могла удовлетворить, Ортигес продал патент и оборудование бывшей Королевской прусской оружейной фабрики Эрфурта, которая теперь в составе Deutsche Werke AG продолжила производство с 1921 года. Здесь, начиная с серийного номера 20 000, начали выпускать первые пистолеты калибра 9x17 мм. Всего было выпущено около 446 000 пистолетов Ортигеса: около 183 000 штук калибра 6,35 мм и около 263 000 штук калибров 7,65 мм и 9 мм.

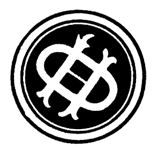
Логотип компании H. Ortgies & Co. Erfurt

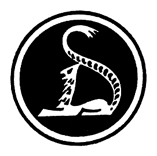
Логотип пистолета Ортигеса, Deutsche Werke AG Erfurt

## Описание

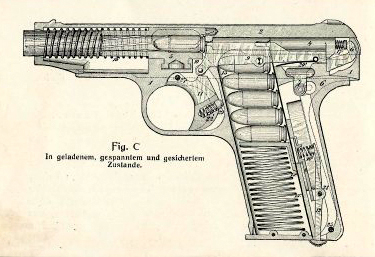
Пистолет Ортигеса, разрез

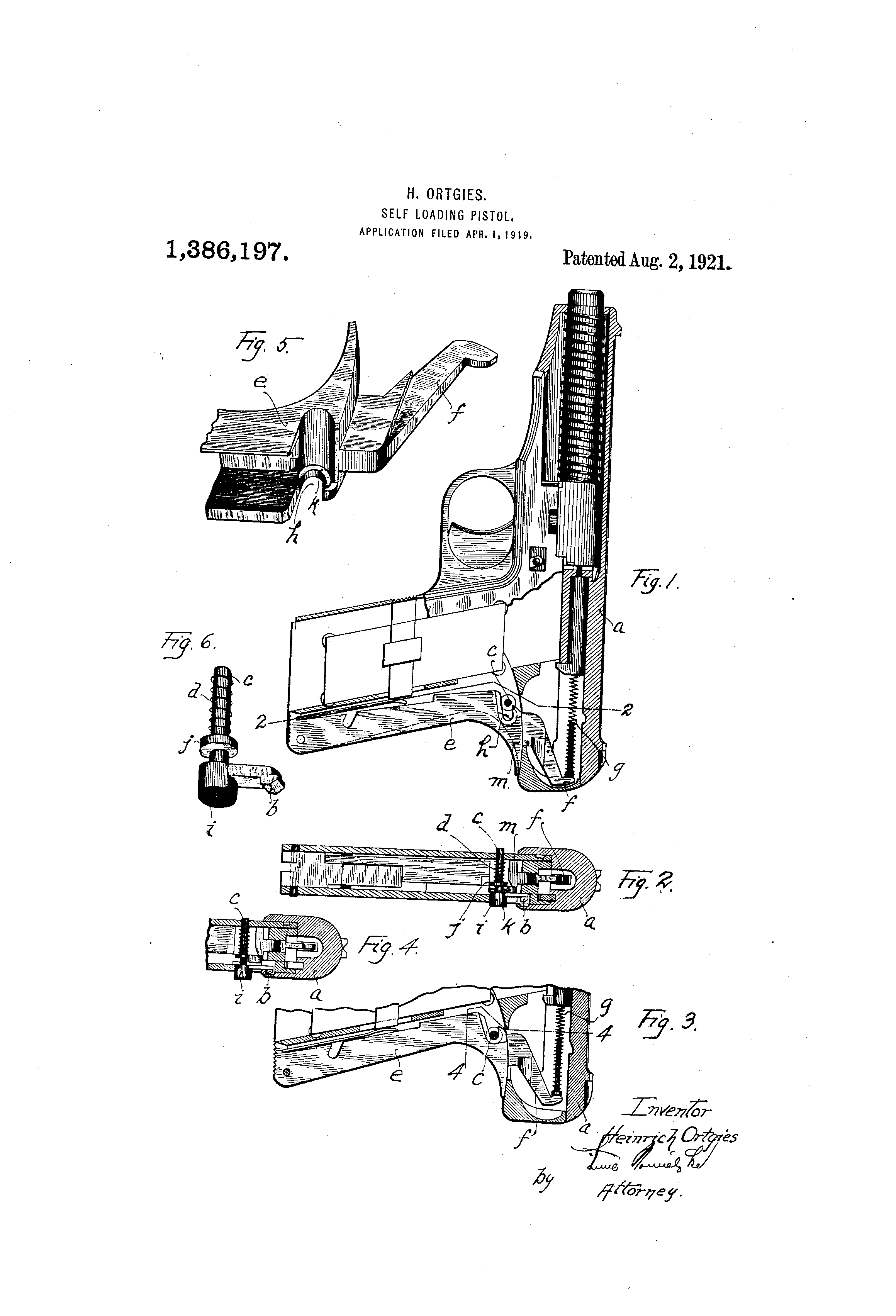
Чертеж из патентной заявки. Видна конструкция предохранителя не полностью закрытого затвора.

Пистолет Ортгис имел минимальное количество винтов и в свое время был значительным достижением в оружейном дизайне, кроме того, он был недорогим и качественным. Он состоит из нескольких высококачественных деталей и хорошо герметизирован. Были выпущены модели с бронзированными и матовыми или глянцевыми никелированными покрытиями. Пистолет оснащен фиксированным прицелом, а накладки на рукоятку выполнены из дерева. Уже в 1920 году был возможен переход с калибра 7,65 на 9 мм путем замены ствола. Магазин был совместим как с патронами 7,65 мм, так и с патронами 9x17 мм.
Металлические детали изготавливались методом ковки или обработки резанием. Большинство изделий собирались без использования винтов, а деревянные накладки на рукоятки крепились на месте с помощью металлических зажимов, хотя в некоторых изделиях для крепления накладок на рукоятки использовался всего один винт. Пистолет был бескурковым и стрелял при помощи пружинного ударника. Как и в ранних карманных пистолетах Кольта и Браунинга, ударник пистолета Ортгис действовал как выбрасыватель, отбрасывая гильзу назад после выстрела.
Ствол Ортгиса можно снять, повернув его на 90 градусов в левую сторону (перпендикулярно оси установленного ствола). Он имеет Т-образный двойной выступ на дне, который вращается в пазах в рамке. Эта конструктивная особенность позволяла легко переоборудовать его с патрона 7,65 мм на 9 мм путем замены стволов. Поскольку магазины (например, у FN Browning 1910 года) были рассчитаны на тот или иной патрон, никаких других изменений не требовалось.
Часто упоминаемые особенности пистолета Ortgies включают необычный предохранитель на рукоятке и универсальный магазин. Он имел «полуавтоматический» предохранитель в виде рычага, установленнoгo на задней части рукоятки, и когда при взведенном оружии нажималась кнопка под затвором (предохранитель включался), натяжение пружины ударника толкало рычаг к задней части рукоятки, переводя ее в безопасное положение (то есть предохранитель являлся декокером). Предохранитель отключался нажатием рычага (хватом рукоятки) в сторону рамки, таким образом сжимая пружину ударника. Другими словами, способ обращения с предохранителем отличается от способа обращения с типичным рукояточным предохранителем, который отключается при нажатии рукой и активируется простым ослаблением хвата руки. На Ортгисе предохранитель после нажатия остается в положении «огонь» без дальнейшего давления руки на рукоятку. Поскольку рукояточный предохранитель приводится в действие пружиной ударника, предохранитель может быть включен, то есть установлен в положение «безопасно», только когда ударник взведен. Таким образом, если предохранитель включен то пистолет взведен (таким образом рукояточный предохранитель также является индикатором взведения ударника). Когда предохранитель рукоятки включен, шептало не может двигаться вниз, и натяжение пружины ударника уменьшается. Нажатие кнопки включения предохранителя также позволяет поднять затвор с направляющей рамки для разборки.
Однако такoе техническое решение было не бесспорно и для некоторых заказчиков (силовиков которым по распорядку полагалось иметь пистолет с неавтоматическим предохранителем) кнопка включения прехранителя была оборудована движком который запирал предохранитель во включенном состоянии. Такой предохранитель соединен с  кнопкой включения рукояточногo предохранителя и выполняет две функции при включении. Во-первых, он блокирует затвор. Во-вторых, он блокирует предохранитель рукоятки и не дает ему быть сжатым в положение «огонь». Пистолеты с таким предохранителем имеют вырез в верхней части рукоятки, в который опускается кнопка предохранителя, когда предохранитель отключен. Когда он отключен, на рамке под ним отображается буква «F». Также под кнопкой выбита буква «S», которая отображается, когда предохранитель включен.
Кроме того, магазины, по крайней мере, ранних пистолетов Ortgies были рассчитаны как на патроны калибра 7,65 мм (он же .32 ACP) так и 9 мм Kurz (он же .380 ACP) и могли быть вставлены в оружие любого калибра (что с одной стороны удобно, но чревато поломкой при заряжении пистолета не подходящими патронами). Одна сторона магазина была маркирована для патронов калибра 7,65 мм и имела семь отверстий, указывающих количество патронов, в то время как другая сторона имела аналогичную маркировку и отверстия для патронов калибра 9 мм.

### Технические характеристики

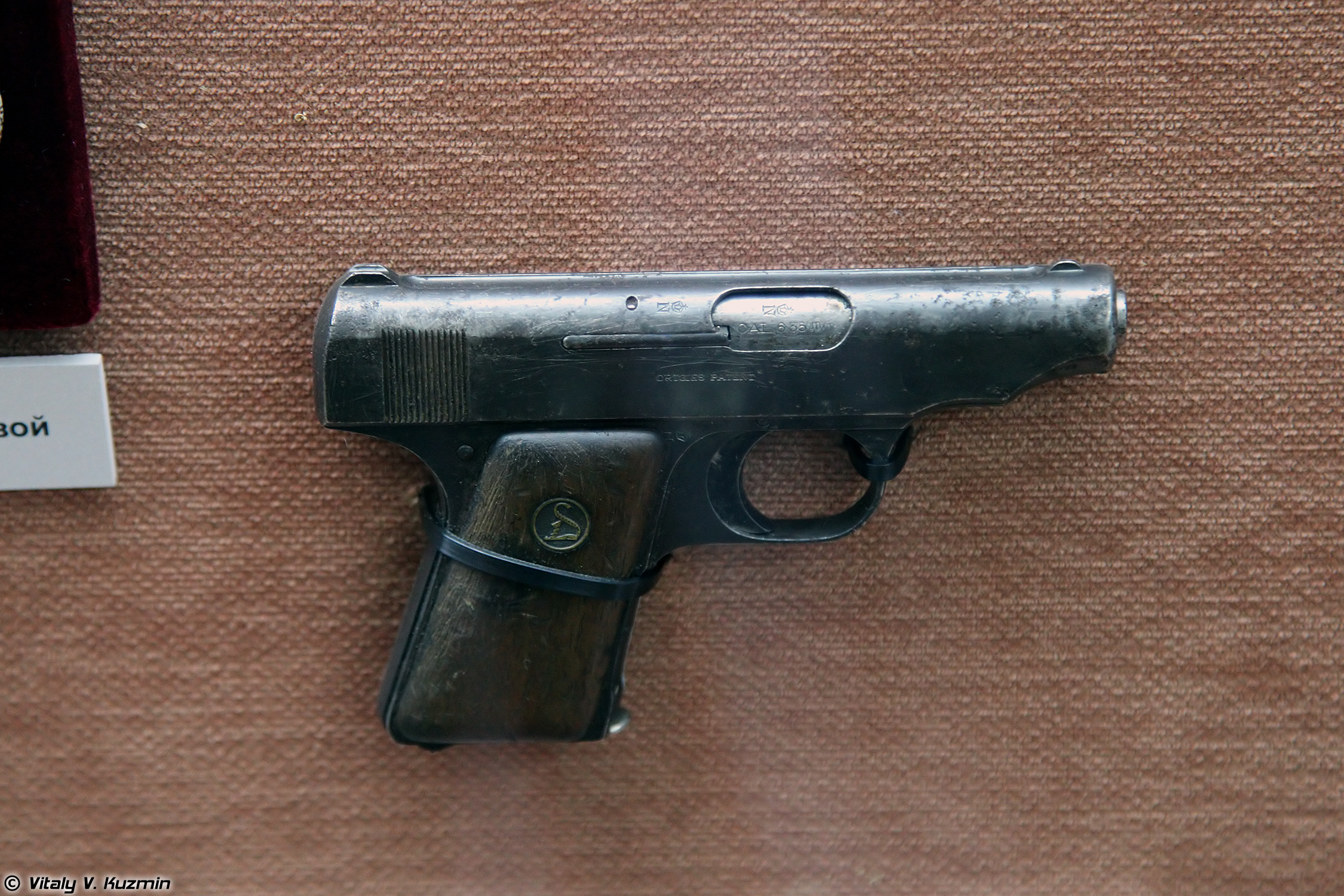
Пистолет Ortgies под патрон .25ACP. Он несколько меньше других моделей

| Калибр            | 6,35 × 15,5 мм | 7,65 × 17 мм | 9 × 17 мм (.380 ACP) |
| Общая длина (мм)  | 133            | 165          | 165                  |
| Длина ствола (мм) | 69             | 87           | 87                   |
| Вес (г)           | 400            | 640          | 600                  |

## Запрет на производство
Из-за возможности переделки под калибр 9 мм (замены ствола пистолета) пистолет Ортгиес попал под запрет Версальского договора . В 1923 году производство пришлось остановить.
Оружие добилось значительных успехов на международных соревнованиях по стрельбе и было особенно распространено и популярно в Северной, Центральной и Южной Америке.
Поскольку пистолет Ортгиес не был пригоден для использования в полевых условиях, он не был принят в качестве табельного оружия. Однако в то время он был выдан нескольким немецким полицейским управлениям, таким как полиция Гамбурга, водная полиция, имперское финансовое управление, полиция Берлина, городская полиция Винтертура и прусская пограничная охрана. В Третьем рейхе, согласно «Общему армейскому сообщению 1935 года», фельдфебели военных судов временно оснащались пистолетами «Ортгиес» калибра 7,65 мм.
Пистолеты Ortgies также использовались голландской полицией (Rijksveldwacht), чехословацкой полицией и финской тюремной службой.

## Известные образцы
- Пистолет Ortgies калибра 6,35 мм был подарен Еве Браун Адольфом Гитлером. Он лишь немного отличается от стандартного пистолета Ortgies, поскольку имеет небольшую золотую пластину, инкрустированную сбоку затвора, с надписью «Eva Braun». Пистолет был изъят из ее дома после Второй мировой войны и с тех пор прошел через несколько аукционных домов.
- Убийство Алексея Майлова — политическое убийство, совершённое 21 октября 1933 года (Жертвой преступления стал Андрей (Алексей) Майлов, секретарь Консульства СССР во Львове) было совершено пистолетом Ортгис.
- Пистолет Ortgies также носил с собой известный грабитель банков Джон Диллинджер.